# نانسي لينغ بيري
نانسي لينغ بيري (بالإنجليزية: Nancy Ling Perry) هي كاتِبة أمريكية، ولدت في 19 سبتمبر 1947 في سان فرانسيسكو في الولايات المتحدة، وتوفيت في 17 مايو 1974 في لوس أنجلوس في الولايات المتحدة بسبب إصابة بعيار ناري.